# The Pussycat Dolls
The Pussycat Dolls eller vanligen enbart Pussycat Dolls förkortat PCD är en amerikansk popgrupp grundad av Robin Antin år 1995. Gruppen släppte sin första singel 2004. Deras musikstil kan beskrivas som en blandning mellan pop och dance.
Innan de började som artister jobbade de som en dansgrupp. Dansgruppen uppträdde vanligtvis i Los Angeles, men även återkommande på Caesar's Palace i Las Vegas.

## Medlemmar
- Nicole Scherzinger
- Ashley Roberts
- Jessica Sutta
- Kimberly Wyatt
- Carmit Bachar

Scherzinger är den som syns mest i gruppens musikvideor.
Men andra kända ansikten har också medverkat i gruppen:
- Asia Nitollano
- Carmen Electra
- Christina Applegate
- Cyia Batten
- Nadine Ellis
- Staci Flood
- Kasey Campbell
- Rachel Sterling
- Rebecca Pickering
- Kaya Jones
- Melody Thornton

## Diskografi

### Album
| Releasedatum       | Titel           | Listplaceringar  | Listplaceringar | Listplaceringar | Listplaceringar | Listplaceringar | Listplaceringar | Listplaceringar | Antal ex sålda världen över |
| Releasedatum       | Titel           | USA              | UK              | AUS             | NZ              | NL              | BE              | TY              | Antal ex sålda världen över |
| ------------------ | --------------- | ---------------- | --------------- | --------------- | --------------- | --------------- | --------------- | --------------- | --------------------------- |
| 13 september, 2005 | PCD             | 5 (1 798 000 ex) | 15 (72 654 ex)  | 15 (17 000 ex)  | 1               | 11              | 6 (200 000 ex)  | 8               | 3,887 miljoner              |
| 23 september, 2008 | Doll Domination | 4                | 4               | 4               | 8               | 24              | 17              | 10              |                             |

### Singlar
| År   | Titel                                            | Album               | Listplaceringar | Listplaceringar | Listplaceringar | Listplaceringar | Listplaceringar | Listplaceringar | Listplaceringar | Listplaceringar | Listplaceringar | Listplaceringar |
| År   | Titel                                            | Album               | USA             | UK              | AUS             | NZ              | NL              | BE              | GER             | CAN             | PHI             | RMA             |
| ---- | ------------------------------------------------ | ------------------- | --------------- | --------------- | --------------- | --------------- | --------------- | --------------- | --------------- | --------------- | --------------- | --------------- |
| 2005 | "Don't Cha" (feat. Busta Rhymes)                 | PCD                 | 2               | 1               | 1               | 1               | 2               | 1               | 1               | 1               | 8               | 1               |
| 2005 | "Stickwitu"                                      | PCD                 | 5               | 1               | 2               | 1               | 2               | 5               | 11              | 23              | 5               | 1               |
| 2006 | "Beep" (feat Will.i.am)                          | PCD                 | 13              | 2               | 3               | 1               | 2               | 1               | 5               | 60              | 1               | 1               |
| 2006 | "Buttons" (feat. Snoop Dogg)                     | PCD 1               | 7               | 3               | 2               | 1               | 6               | 9               | 7               | 63              | 4               | 3               |
| 2006 | "Wait a Minute" (feat. Timbaland)                | PCD                 | 28              | —               | 16              | 24              | 17              | 18              | 27              | 12              | 12              | 1               |
| 2006 | "I Don't Need a Man"                             | PCD                 | 93              | 7               | 6               | 7               | 5               | 7               | 20              | —               | —               | 1               |
| 2008 | "When I Grow Up"                                 | Doll Domination     | 9               | 3               | 2               | 5               | 2               | 2               | 7               | 3               | —               | ?               |
| 2008 | "Whatcha Think About That" (feat. Missy Elliott) | Doll Domination     | —               | 9               | —               | —               | —               | —               | —               | 66              | —               | —               |
| 2008 | "I Hate This Part"                               | Doll Domination     | 11              | 12              | 10              | 9               | 53              | 5               | 12              | 5               | —               | 1               |
| 2009 | "Bottle Pop" (feat. Snoop Dogg)                  | Doll Domination     | —               | —               | 17              | —               | —               | —               | —               | 88              | —               | —               |
| 2009 | "Jai Ho! (You Are My Destiny)"                   | Doll Domination 2.0 | 15              | 3               | 1               | 2               | 42              | 3               | 29              | 4               | —               | 1               |
| 2009 | "Hush Hush; Hush Hush"                           | Doll Domination 2.0 | 73              | 17              | 10              | —               | —               | 6               | 44              | 41              | —               | ?               |
| 2020 | "React"                                          | TBR                 | —               | —               | —               | —               | —               | —               | —               | —               | —               | —               |

- 1 Den version av "Buttons" som finns med på albumet PCD är utan Snoop Dogg.

## Dokusåpan
2007 visade TV3 dokusåpan Pussycat Dolls Presents: The Search for the Next Doll. Popgruppen letade då efter en ny medlem. Hon fick stå ut med mycket innan juryn utsåg henne till den nya "dollen". 
Dokusåpan var uppbyggd som så många andra; först en audition dit tusentals tjejer sökte. Sedan fick ett antal utvalda bo tillsammans och utstå flera test inom dans, sång och underhållning. Juryn eliminerade varje vecka en deltagare som fick åka hem. 
Och i slutändan stod tre tjejer på scenen och det var vinnaren Asia Nitollano, tvåan Melissa R och trean Chelsea. Asia vann tävlingen för att hon kan underhålla, sjunga och dansa. Men kort efter att hon vunnit bestämde hon sig för att göra solokarriär och slutade i Pussycatdolls.